# High Life (film 2018)
High Life è un film del 2018 diretto da Claire Denis.

## Trama
Monte è un ergastolano a cui hanno commutato la pena nella partecipazione in un viaggio interstellare senza ritorno per una missione scientifica. Unico sopravvissuto dell'equipaggio, cresce sua figlia, nata a bordo della nave spaziale n. 7. I due sono a corto di risorse e per risparmiare energia elettrica, Monte getta i corpi dei suoi compagni di viaggio morti (ma in stato di conservazione criogenica) nel vuoto spaziale. L'equipaggio era composto da quattro uomini e quattro donne, tutti ergastolani, tra cui una dottoressa che ha lo scopo di riuscire a far nascere un bambino resistente alle radiazioni cosmiche a cui è esposto l’equipaggio.
La dottoressa ha autorità e controllo sui passeggeri (il comandante della missione è morente) e li gestisce a piacimento con l'uso di un calmante a seconda delle esigenze. Una sera fa sesso con un incosciente Monte e usa il suo sperma per fecondare Boyse, la quale dà alla luce Willow, unico feto nato resistente alle radiazioni e, una volta compiuto l'esperimento, il medico si getta nel vuoto cosmico, morendo.
Lo scopo della missione è trovare una fonte di energia inesauribile all'interno di un buco nero e per questo fa parte dell'equipaggio Nansen, pilota designata a fare il viaggio esplorativo finale: ella viene tuttavia uccisa da Boyse. Questa prende il suo posto, ma nel tentativo di fuga muore schiacciata dalla gravità del buco nero.
I membri dell'equipaggio sopravvissuti cominciano a lasciarsi andare e a morire. Monte cresce Willow, compilando il report quotidiano che permette il mantenimento della vita sulla nave a cicli di 24 ore.
Dopo molti anni, sopraggiunge una nave spaziale gemella, la n. 9. Monte vi sale a bordo e trova solo resti di cani che si sono uccisi tra loro. Constata che sono passati poco più di 18 anni per loro da quando sono partiti e oltre 200 sulla Terra. Willow sprona il padre a prendere una delle navicelle a disposizione e i due si lanciano nel buco nero: in caso di successo, infatti, saranno liberi dalla sua influenza.

## Produzione
Le riprese del film sono iniziate a Colonia il 18 agosto 2017 e sono terminate nell'ottobre dello stesso anno.
Il budget del film è stato di 8 milioni di dollari.

## Promozione
Il primo teaser trailer del film viene diffuso il 9 ottobre 2018.

## Distribuzione
La pellicola è stata presentata al Toronto International Film Festival il 9 settembre 2018 e ha partecipato al Festival internazionale del cinema di San Sebastián nello stesso mese.
Il film è stato distribuito nelle sale cinematografiche francesi a partire dal 7 novembre 2018, e in Italia dal 6 agosto 2020.

## Accoglienza

### Critica
Il critico David Ehrlich di IndieWire.com posiziona la pellicola al quindicesimo posto dei migliori film del 2019, mentre nel luglio 2019, sempre Indiewire.com, specializzato in cinema e critica cinematografica, posiziona il film all'ottantunesimo posto dei migliori cento film del decennio 2010-2019.
I due critici di BadTaste.it Bianca Ferrari e Francesco Alò posizionano il film rispettivamente al terzo posto e nella top ten tra i migliori usciti in Italia nel 2020.

## Riconoscimenti
- 2018 – Ghent International Film Festival
  - Candidatura per il miglior film
- 2018 – Festival internazionale del cinema di San Sebastián
  - Premio FIPRESCI a Claire Denis
  - Candidatura per la Concha de Oro
- 2018 – Toronto International Film Festival
  - Candidatura per il premio del pubblico